# Фолкмаратон
Фолкмаратон е българско музикално предаване за попфолк музика. Първоначално водещ е Даниела Колева, а от след това до февруари 2016 г. водещ на предаването е Жени Койчева. От 19 март 2016 г. водеща на шоуто е Изабела Савова. Първи сезон е излъчен по Канал 1 на БНТ, а след това пет години по ред се излъчва по кабелни телевизии. От 2001 г. се излъчва в ефира на Планета ТВ, а през 2010 г. се излъчва и по Планета HD. През юни 2016 предаването слиза от ефир, като за това обявяват музикална компания „Пайнер“. От компанията казват, че предаването ще продължи в онлайн версия, като е създадена страница на предаването в която ще се публикуват новини около звездите. Първоначално предаването се излъчва ежемесечно с епизод на всеки месец, а след това до спирането си всяка седмица.